# حکیم زجاجی
نصر زجاجی تبریزی 
مشهور به حکیم زَجّاجی از شاعران ادب فارسی در سده هفتم هجری است.

## زندگی‌نامه
زجاجی در کتابش همایون‌نامه خود را شمس می‌خواند و می‌سراید:
| چو خوردی می‌ناب آن کام یاب |  | به من شمس کردی به مجلس خطاب |

در جایی دیگر، خود را نصر و فرزندش را سلیم می‌نامد و می‌سراید: 
| سلیم است فرزانه فرزند نصر |  | نبینی چنو در جوانان عصر |

زجاجی تاریخ تولد خود را ۶۰۸ اعلام می‌کند و این نشان می‌دهد که او با سخنوران بزرگی چون سعدی، مولانا جلال الدین رومی و فخرالدین عراقی هم دوره بوده‌است.

وی در جایی از متن نیز از پیشه شیشه‌گری خود سخن می‌گوید:
| در آن دم که دم گیرم‌ای جان به چنگ |  | برون آورم لعل رخشان ز سنگ |

 در دنباله آن، جوینی را می‌ستاید و خود را زجاجی می‌نامد:
| چو در مجلس آرند پیش تو جام |  | ز زجاجیت یاد بادا مدام |

 بنابراین، وی به سبب پیشه شیشه‌گری‌اش، به این نام معروف شده‌است.

## آثار
- همایون نامه:

زجاجی در همایون نامه بیش از شصت هزار بیت در وزن متقارب سروده که در دو جلد نوشته شده‌است.
اکنون تنها جلد دوم آن وجود دارد.
در جلد اول، احوال محمد و جنگ‌های او و رویدادهای دوران خلفای راشدین را تا خروج بنی‌امیه دربرداشته است.
همایون نامه، تأثیر فراوانی از شاهنامه گرفته‌است و سراینده به اندازه‌ای به شاهنامه فردوسی نزدیک می‌شود و در شعر او زندگی می‌کند که گاه مصراع یا بیتی را از شاهنامه در شعرهای خود می‌گنجاند یا ابیاتی را از او با پس و پیش کردن واژه‌ها، از آن خود می‌کند.
الگوی ادبی این اثر از شاهنامه در سه بخش است:
1. فردوسی و شاهنامه در همایون نامه
2. نامها و داستانهای شاهنامه در همایون نامه
3. تأثیر و تقلید زجاجی از سبک فردوسی، بررسی و با ذکر و تحلیل شواهد گوناگون نشان دهنده آن است که زجاجی آشنایی دقیقی با زبان و محتوای حماسه ملی ایران شاهنامه داشته‌است.[۴]